# Richard Simmillion
Richard Simmillion is de naam van een personage en ik-verteller in zes verspreid gepubliceerde, autobiografische verhalen van de Nederlandse schrijver Willem Frederik Hermans, meestal aangeduid als de Richard Simmillion-verhalen. Het oudste verhaal dateert uit 1954, het laatste uit 1983.

## Geschiedenis
De eerste verhalen met Richard Simmillion als protagonist verschenen in de novellebundel Een wonderkind of een total loss. Daarna verscheen zo nu een dan een nieuw Simmillion-verhaal. Deze werden verzameld in de laatste novellebundel van de auteur, De laatste roker uit 1991. Daarin werd ook een niet eerder gepubliceerd verhaal opgenomen, 'Afscheid van Canada' uit 1954.
De identificatie van deze verhalen als groep binnen het oeuvre werd bekend door de in 1986 verschenen studie van Martien J.G. de Jong, De waarheid (?) omtrent Richard Simmillion of de onvoltooide autobiografie van Willem Frederik Hermans. De Jong herkent in twee verhalen de biografische gegevens van de auteur in de verteller Richard en suggereert dat het toenmalige 'dogma der zogenaamde literaire autonomie' literatuurbeschouwers tot dan toe verhinderde om nader op de autobiografische aard van de verhalen in te gaan. De aard is terugblikkend: 'De Richard-verteller overdenkt en becommentarieert zijn belevenissen meer dan dat hij ze vertelt.'

## Verhalen
De vijf Richard Simmillion-verhalen die waren verschenen ten tijde van de studie van De Jong hebben de volgende titels:
- 'De elektriseermachine van Wimshurst', in Een wonderkind of een total loss uit 1967
- 'Het grote medelijden', in Een wonderkind of een total loss uit 1967
- 'Een toerist', in 1979 verschenen in Snoecks almanak 55; in 2022 herdrukt in Willem Frederik Hermans. Volledige werken 22. Ongebundeld werk. 1979-1988, 61-77
- 'Dood en weggeraakt', in 1980 verschenen als bibliofiele uitgave van Uitgeverij Ziggurat; in 1991 opgenomen in de verhalenbundel De laatste roker, 180-196
- 'Waarom schrijven?', verschenen in NRC Handelsblad van 9 september 1983[4] en in december 1983 verschenen als nieuwjaarsgeschenk van uitgeverij De Harmonie; in 1991 opgenomen in de bundel De laatste roker, 197-209

Daarna verscheen nog een zesde verhaal:
- 'Afscheid van Canada', aan het einde gedateerd '1954 en later', in 1991 gepubliceerd in De laatste roker, 242-267

## Thematiek

### De vader
In vier van de zes verhalen komt de vader van Richard voor en in twee daarvan is hij naast Richard het belangrijkste personage. Daarom vormen de verhalen 'een boek van vader en zoon.' Het hoogtepunt van de beschrijving van deze relatie acht Peters het verhaal 'Een toerist', waarin Richard met zijn vader een tocht naar Muiderpoort overdoet die hij eerder met zijn schoolklas maakte:
Ik kon mijn geluk niet op, want eigenlijk zou ik veel van mijn vader hebben willen houden en was ik blij als hij eens iets deed dat mijn steeds teleurgestelde liefde een reden gaf.
In de verhalen, aldus publicist Frans Saris, kijkt de ouder geworden Richard Simmillion 'met mildheid en mededogen' terug op zijn jeugd, die getekend werd door 'de haat van het verongelijkte kind'. Als beste voorbeeld van deze veranderende houding ziet Saris het verhaal 'Dood en weggeraakt', waarin de volwassen Richard de eerzucht van zijn jeugdige zelf projecteert op de vaderfiguur, die in het ziekenhuis ligt en verlangt dat zijn zoon de dokter en de hoofdverpleegster presentexemplaren van zijn boeken aanbiedt. Tegen De Jong vertelde de auteur dat ook binnen de Simmillion-verhalen al sprake is van een veranderde houding, de visie op de vader is in 'Dood en weggeraakt' anders dan in 'De elektriseermachine van Wimshurst'. Hermans: 'Een man van vierenzestig kan toch niet in ernst kwaad worden op zijn vader, die al lang dood is.'
Volgens criticus Peter Blom handelt het verhaal Dood en weggeraakt over 'de afwezigheid van de vader-figuur'als denkend en willend mens' en concentreert Waarom schrijven? zich op 'de ontwikkeling van de eigen wil'.

## Publicatiegeschiedenis
De zes verhalen verschenen in de periode 1963-1991. Twee werden opgenomen in Een wonderkind of een total loss en drie in De laatste roker. De auteur zag er vanaf om het verhaal 'Een toerist' op te nemen in De laatste roker. Aan zijn vriend en bibliograaf Frans A. Janssen schreef hij op 27 januari: 'Het is tè treurig en te autobiografisch.' Op 19 mei schreef hij over de samenstelling van deze verhalenbundel aan publicist en Hermansbibliograaf Rob Delvigne:
'Een toerist' komt daar niet in, ik bewaar dit voor iets anders, ik weet nog niet wat. Het is een verhaal dat me op mijn oude dag erg onaangenaam aandoet, vooral doordat het, als mijn geheugen mij niet bedrogen heeft, historisch zeer betrouwbaar is.
Op 14 september voegde de auteur, opnieuw tegenover Delvigne, aan het te grote autobiografische gehalte nog een bezwaar van compositorische aard toe:
Tegen Een toerist bestond behalve dat het eigenlijk al te intiem is, ook nog het bezwaar dat het tegen het einde steeds beknopter wordt. Dat zou ik dus moeten veranderen, maar daartoe ontbreekt me de moed en de energie.
Ter gelegenheid van de tiende sterfdag van Hermans in 2005 werden de zes verhalen gebundeld in Richard Simmillion: een onvoltooide autobiografie, met een nawoord van Arjan Peters.

## Waarderingsgeschiedenis
In 1986 verscheen de hierboven al genoemde monografie over de Richard Simmillion-verhalen van Martien J.G. de Jong. Enkele verhalen waren toen slecht bereikbaar, omdat ze alleen in bibliofiele edities verschenen waren. Deze werden ter gelegenheid van Hermans' zeventigste verjaardag in 1991 gebundeld in de verhalenbundel De laatste roker.
In zijn recensie van de bundel wees Peter Blom in het Nieuwsblad van het Noorden van 23 augustus 1991 de min of meer autobiografische verhalen aan als 'een kwantitatief ondergeschikte categorie die in de bundel inhoudelijk eigenlijk de interessantste is'. De categorie autobiografische verhalen in de bundel betreft overigens niet uitsluitend Richard Simmillion-verhalen. Maar als hoogtepunt van de bundel noemt Blom wel een Simmillion-verhaal, het niet eerder gepubliceerde 'Afschedi van Canada': 'deze Newfoundland-geschiedenis met zijn verstrekkende bespiegelingen is het hoogtepunt van het boek en tevens het bewijs van de consistentie van Hermans' denken èn voelen.'

## Plaats in het oeuvre
De zes verhalen met Richard Simmillion als verteller zijn niet de enige autobiografische verhalen in het oeuvre. In een interview uit 1985 ging de auteur in op de vraag of er een bundeling van dit type verhalen zou komen en noemde als onderdeel van zo'n uitgave ook twee verhalen waarvan de ik-verteller niet bij naam wordt genoemd. Dat interview was voor literatuurcriticus Arjan Peters het vertrekpunt om in zijn nawoord bij Richard Simmillion: een onvoltooide autobiografie nog meer verhalen te identificeren die in aanmerking kwamen voor een dergelijke bundeling.
Daarnaast wees Peters erop dat ook de fictionele productie van Hermans autobiografische aspecten kent, met name de verhouding tot de zuster in de roman Ik heb altijd gelijk.